# Рокета Сандри (Модена)
Рокета Сандри је насеље у Италији у округу Модена, региону Емилија-Ромања.
Према процени из 2011. у насељу је живело 80 становника. Насеље се налази на надморској висини од 694 м.